# Angiografia
| Angiografia                                                     |
| --------------------------------------------------------------- |
| Angiografia em artéria renal                                    |
| Informações                                                     |
| Nome completo: angiografia                                      |
| Campo da medicina: angiologia                                   |
| Tipo de intervenção: percutânea, minimamente invasiva           |
| Primeira aplicação: Dr. António Egas Moniz, em 1927 em Portugal |
| Aviso médico                                                    |
| Enfatiza-se a leitura de A Wikipédia não dá conselhos médicos   |

Angiografia ou angiograma é o método de realização de um exame radiográfico dos vasos sanguíneos, por meio da injeção de contraste radiopaco no ambiente intravascular.
O nome vem do grego agghéion (vaso) e grafo (escrever). Tem o objetivo de fornecer um "mapa" vascular, que facilitará a localização de anormalidades dos vasos e com isso o diagnóstico de determinadas patologias.

## Tipos de angiografia
- Angiografia abdominal
- Angiografia aórtica
- Angiografia aorto-femoral
- Angiografia carotídea
- Angiografia cerebral
- Angiografia coronária
- Angiografia periférica
- Angiografia pulmonar
- Angiografia renal
- Angiografia torácica
- Angiocardiografia
- Arteriografia
- Linfografia
- Flebografia

## História
Esta técnica foi desenvolvida pela primeira vez em 1927, pelo neurologista português Egas Moniz, da Universidade de Lisboa. Egas Moniz recorreu à angiografia cerebral para diagnosticar diversas lesões no cérebro, como tumores ou problemas vasculares cerebrais, através de contraste raio-X intra-venoso. Em 1929, o seu colega da Universidade de Lisboa, Reynaldo dos Santos realizou a primeira aortografia, em que a artéria aorta e seus principais ramos são examinados. Mais tarde, em 1932, outro professor da Universidade de Lisboa, Fausto Lopo de Carvalho, realizou a primeira angiografia pulmonar e, em 1949, Souza Pereira realizou a primeira portografia, também em Lisboa.

## Descrição
O procedimento é utilizado para ajudar a diagnosticar doenças como o infarto do miocárdio, placas ateroscleróticas calcificadas, acidente vascular cerebral (AVC), estenose da artéria renal, algum fator causativo da hipertensão, embolia pulmonar, doenças congênitas e adquiridas dos vasos sanguíneos chamada de contraste, pode ser injetada numa artéria ou veia introduzida num cateter inserido em uma artéria periférica e empurrada através do vaso até ser colocada no coração ou na origem das artérias do coração. Se tiverem provas de hipersensibilidade ao contraste, o procedimento é suspenso, pois pode haver reações alérgicas. Depois do procedimento, o paciente é monitorado para detectar hemorragias e lhe é recomendado que fique deitado por algumas horas.
A angiografia das carótidas, às vezes, é levada a cabo quando o paciente sofre de ataques de isquemia passageiros (os sintomas de apoplexia com duração de menos de 24 horas) para ver se há uma obstrução ou estreitamento substancial em uma das artérias carótidas, que proporcionam o sangue ao cérebro.
A angiografia cerebral é usada para verificar a presença de um aneurisma no cérebro ou ajudar a visualizar um tumor cerebral antes da cirurgia.
Uma angiografia das artérias coronárias, combinada frequentemente com a cateterização cardíaca, é usada para identificar os lugares estreitos ou obstruções na artéria.

## Procedimento
O contraste é geralmente injetado no vaso que vai ser examinado por um cateter fino na artéria femoral, braquial ou carótidas. O local é anestesiado e inserida uma agulha. Um cabo longo e fino é posto através da agulha. A agulha é retirada e o catéter é colocado, então, sobre o cabo no vaso sanguíneo. A ponta do cateter é guiada até o vaso a ser examinado e o contraste é injetada.

## Riscos

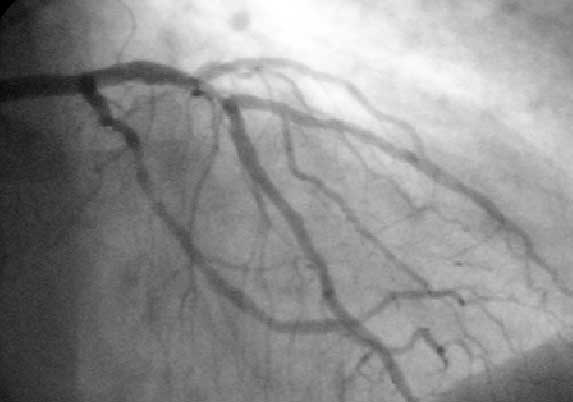
Angiograma das coronárias

Mesmo que os riscos vêm se diminuindo devido ao uso do angiograma estar se tornando cada vez mais comum, há alguns riscos. O mais sério é um ataque cardíaco ou um derrame, que podem ocorrer se o cateter tirar algum coágulo de sangue ou depósito de colesterol da artéria e estes viajarem para o coração, pulmões ou cérebro. Outras complicações incluem danos às paredes do coração ou vasos sanguíneos (raramente), alergia à tintura e inflamação, hemorragia e infecção do local da incisão.